# Schilde (Weisen)
Schilde ist ein Ort im Landkreis Prignitz (Brandenburg). Seit dem 1. Mai 1973 ist die ehemals selbständige Gemeinde Ortsteil der Gemeinde Weisen. Er liegt etwa anderthalb Kilometer nordwestlich des Hauptortes.

## Geschichte
Die erste urkundliche Erwähnung von Schilde stammt aus dem Jahr 1339. Der Name leitet sich von dem schildförmigen Flurstück ab, auf dem das Dorf liegt. Um 1250 wurde eine Feldsteinkirche errichtet, deren Altarwand sowie die Kanzel aus der Zeit des Barock stammen.
Schilde, ein Angerdorf, war im Mittelalter im Besitz der Adelsfamilie von Graevenitz, deren Rittersitz 1433 erwähnt wurde. In einer Schrift aus dem Jahre 1438 beklagten sich die Herzöge von Mecklenburg über die Raubzüge des Prignitzer Adels. Unter anderem wurden „de Graevenitzen tom Schilde“ genannt. Die Adelsfamilie bildete genealogisch einen eigenen Zweig Schilde-Quetz heraus, gehörend zum Prignitzer Stamm. Urahn ist Heinrich von Graevenitz auf Schilde um 1480. Zweihundert Jahre später war dann Hans von Graevenitz Gutsherr auf Schilde, mit Dodow und Schlörp. Seine Ehrenämter sind zahlreich, herzoglich mecklenburgischer-schwerinscher Oberhauptmann, Hofmarschall in Oldenburg sowie güstrowscher Hauptmann zu Feldberg. Eigentliche Stifter des Hauses Schilde wurden Hans Joachim von Graevenitz (1663–1740) respektive Ernst Wilhelm von Graevenitz. Er besaß mehrere Güter und entsendete
zwei Söhne an die Ritterakademie Brandenburg. Der Sohn Helmut Moritz Erdmann von Graevenitz war Träger des Pour le mérite und bekam Gut Gottberg mit Quetz. Erbe auf Schilde war dann sein Bruder Friedrich George von Graevenitz, Ritter des alten Johanniterordens, Offizier in einem Kavallerie-Regiment. Er war mit Dorothea von Kaphengst verheiratet. Der älteste Sohn, Heinrich von Graevenitz, übernahm das Gut und führte den Ehrentitel Erbtruchsess der Kurmark Brandenburg, heiratete ebenso standesgemäß Johanna von Hake-Genshagen. Der gleichnamige Sohn Heinrich, liiert mit Auguste von Kröcher-Lohm, erbte Schilde und gab die Titulatur des Hofamtes an den nächsten Nachfahren, Rittmeister Otto von Graevenitz-Schilde, weiter. Laut dem General-Adressbuch der Rittergutsbesitzer gehörte zum kreistagsfähigen Rittergut Schilde 539 ha Land, davon waren 152 ha Waldbesitz und 1 ha Wasser. 1914, mittlerweile war Heinrich von Gravenitz-Quetz Eigentümer des Gutes, sind für Schilde 565 ha nachgewiesen.
Letzter Grundherr auf Schilde war dann der Landrat Dr. jur. Hartwig von Graevenitz (1877–1945), seine Ehefrau war Margarete Freiin von Feilitzsch, Tochter eines Staatsministers. Ihre Nachfahren lebten in Rheinland-Pfalz, Westfalen und teils in Kanada. Neben dem Rittergut gab es im Ort weitere Landwirte mit Höfen zwischen 46 ha und 22 ha. Diese gehörten den Familien Holtmann, Janenz, Kaak, Kaak III, Schröder sowie Wollgast. Nach der Bodenreform änderte sich diese ländlichen Strukturen.
Am 1. Mai 1973 wurde die etwa drei Kilometer von Weisen entfernte ehemalige Gemeinde Schilde in Weisen eingegliedert.

### Einwohnerentwicklung
| Jahr          | 1875 | 1890 | 1910 | 1925 | 1933 | 1946 | 2006 |
| Einwohnerzahl | 267  | 230  | 215  | 221  | 224  | 349  | 132  |

## Kultur und Sehenswürdigkeiten

### Bauwerke
In der Gruft der Familie von Graevenitz in Schilde wurden im Herbst 2016 Sanierungsarbeiten durchgeführt. In diesem Zuge erfolgte auch eine Untersuchung der Särge aus dem 17. und 18. Jahrhundert mit ihren Inhalten sowie den Überresten der Beigesetzten durch Spezialisten. Die menschlichen Überreste lagen ohne gesicherten Zusammenhang zu den Särgen vor, da diese teilweise in erheblichem Maße zerfallen und die Inhalte auf dem Gruftboden verstreut waren. Es fanden sich Mumien, mumifizierte Gewebe und gut erhaltene Einzelknochen, die sich zu 14 Individuen zusammen fügen ließen: Neun Erwachsene, eine Jugendliche und vier Kleinkinder, davon vier Männer und sechs Frauen (einschließlich der weiblichen Jugendlichen). Bei den Kindern konnte das Geschlecht nicht bestimmt werden. Die Körperhöhe betrug im Durchschnitt für die Männer 172,3 cm und für die Frauen 154,3 cm. Auffällige Krankheiten waren zwei mögliche Fälle von Knochentumoren sowie Zahnerkrankungen in Form von starkem Zahnsteinbefall und Zahnkaries. Zwei der Kinder litten vermutlich unter Rachitis.

## Persönlichkeiten
- Hans Joachim von Graevenitz, Unterstaatssekretär, Gutsbesitzer in Quetz, in Schilde geboren
- Gerhard von Graevenitz, Grafiker, kinetischer Künstler, in Schilde geboren